# Tongzhou (köping)
Tongzhou (kinesiska: 通州, 通州镇) är en köping i Kina. Den ligger i provinsen Guizhou, i den sydvästra delen av landet, omkring 100 kilometer söder om provinshuvudstaden Guiyang. Antalet invånare är 21848. Befolkningen består av 10 553 kvinnor och 311 295 män. Barn under 15 år utgör 28,0 %, vuxna 15-64 år 59 %, och äldre över 65 år 11,0 %.